# Baron Sandys
Baronowie Sandys 1. kreacji (parostwo Anglii)
- 1523–1540: William Sandys, 1. baron Sandys
- 1540–1560: Thomas Sandys, 2. baron Sandys
- 1560–1623: William Sandys, 3. baron Sandys
- 1623–1629: William Sandys, 4. baron Sandys
- 1629–1645: Elizabeth Sandys, 5. baronowa Sandys
- 1645–1668: William Sandys, 6. baron Sandys
- 1668–1680: Henry Sandys, 7. baron Sandys
- 1680–1683: Edwin Sandys, 8. baron Sandys

Baronowie Sandys 2. kreacji (parostwo Wielkiej Brytanii)
- 1743–1770: Samuel Sandys, 1. baron Sandys
- 1770–1797: Edwin Sandys, 2. baron Sandys

Baronowie Sandys 3. kreacji (parostwo Zjednoczonego Królestwa)
- 1802–1836: Mary Hill, 1. baronowa Sandys
- 1836–1860: Arthur Moyses William Hill, 2. baron Sandys
- 1860–1863: Arthur Marcus Cecil Sandys, 3. baron Sandys
- 1863–1904: Augustus Frederick Arthur Sandys, 4. baron Sandys
- 1904–1948: Michael Edwin Sandys Sandys, 5. baron Sandys
- 1948–1961: Arthur Fitzgerald Sandys Hill, 6. baron Sandys
- 1961 -: Richard Michael Oliver Hill, 7. baron Sandys

Dziedzic tytułu barona Sandys: Arthur Francis Nicholas Wills Hill, 9. markiz Downshire, kuzyn 7. barona